# Osmia texana
Osmia texana là một loài Hymenoptera trong họ Megachilidae. Loài này được Cresson mô tả khoa học năm 1872.

## Hình ảnh

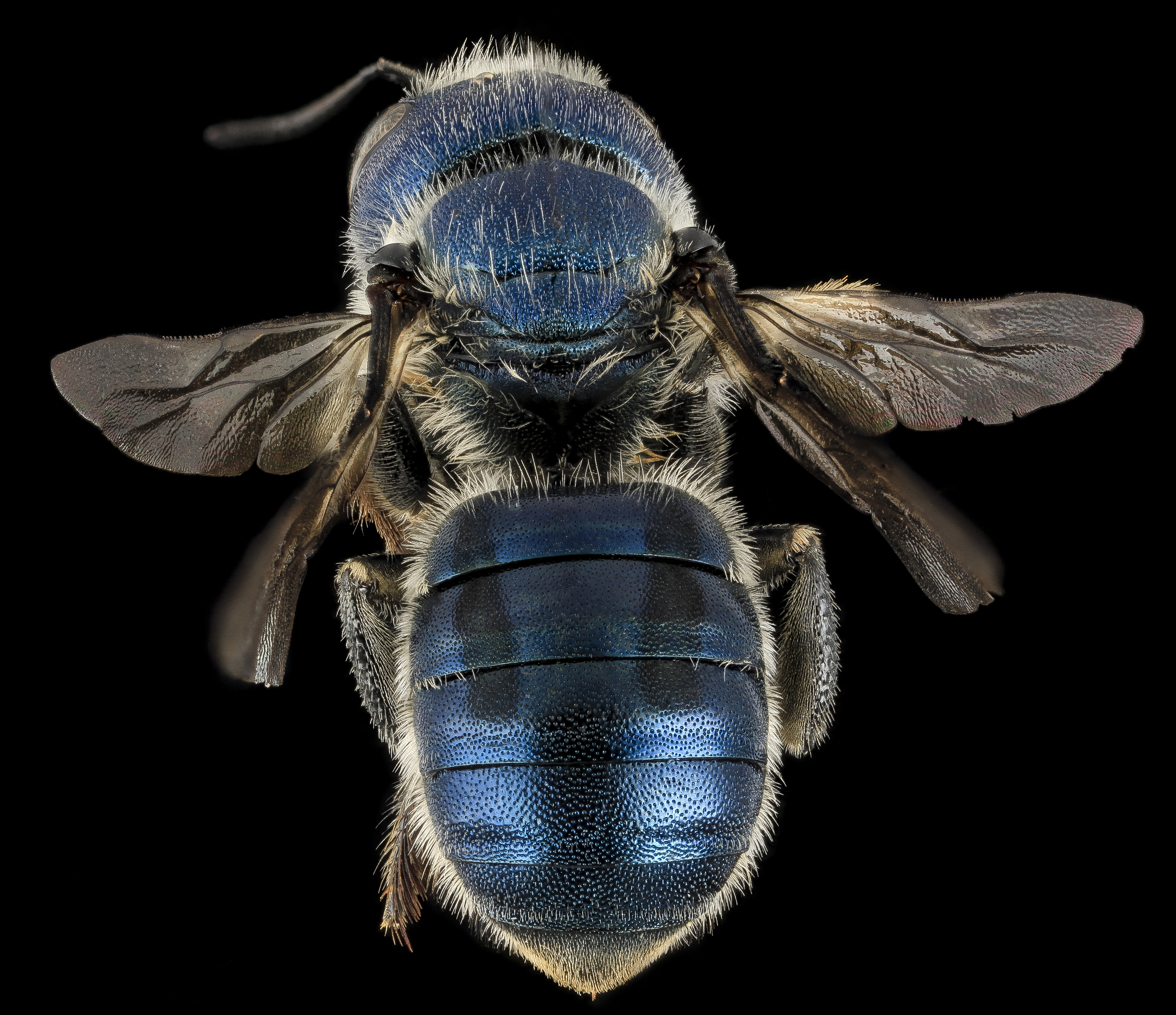
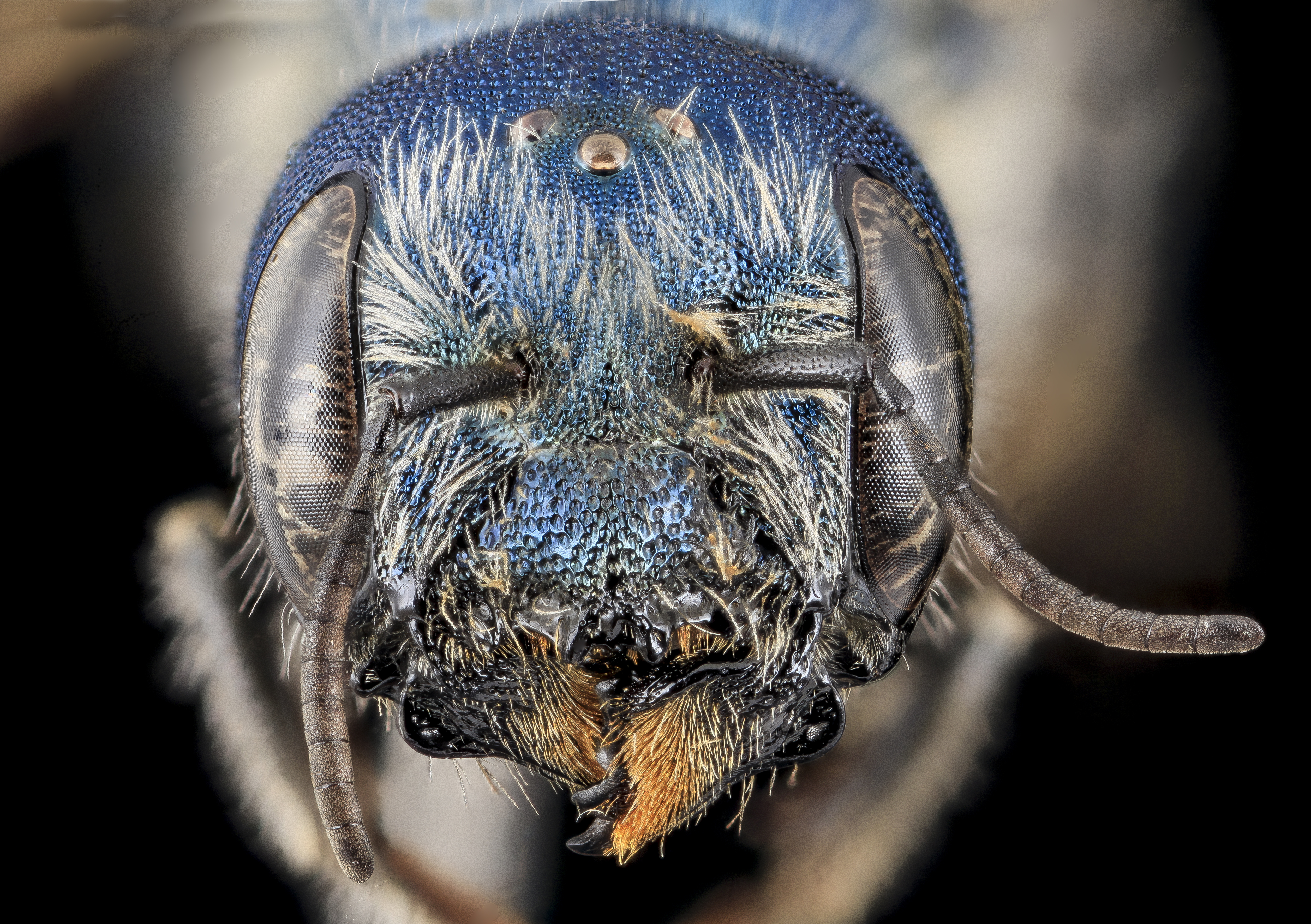